# Bản Bo
Bản Bo là một xã thuộc huyện Tam Đường, tỉnh Lai Châu, Việt Nam.
Xã Bản Bo có diện tích 76,63 km², dân số năm 1999 là 3492 người, mật độ dân số đạt 46 người/km².